# Clemens Fritz
Clemens Fritz (født 7. december 1980 i Erfurt, Østtyskland) er en tysk tidligere fodboldspiller, der spillede for blandt andet Werder Bremen, Bayer Leverkusen og Karlsruhe. I 2009 blev han tysk pokalmester med Werder Bremen

## Landshold
Fritz spillede desuden 22 gange for Tysklands landshold, som han blandt andet repræsenterede ved EM i 2008. Han spillede sin første landskamp i oktober 2006 i en kamp mod Slovakiet.

## Titler
DFB-Pokal
- 2009 med Werder Bremen